# Grigorij Majranovskij
Grigorij Moisejevitj Majranovskij (ryska Григорий Моисеевич Майрановский), född 1899 i Batumi i Georgien, död 1964, var en sovjetisk biolog och människorättsbrottsling.
Grigorij Majranovskij växte upp i en judisk familj. Han var i unga år medlem först i Der Bund (Algemeyner Yidisher Arbeter Bund in Lite, Poyln un Rusland, Allmänna judiska arbetarförbundet i Litauen, Polen och Ryssland). och därifrån i kommunistiska partiet. Han utbildade sig till läkare först i Tbilisi, sedan på Bakus universitet 1920–1922 och från 1922 på Moskvas universitet. Han var laboratoriechef inom Bachinstitutet i biokemi i Moskva 1928–1935 och utsågs 1937 till chef för den ryska säkerhetstjänsten NKVD:s toxologiska laboratorium, Laboratorium X, placerat direkt under säkerhetstjänsten NKVD och med laboratorium i Lubjankafängelset. Där experimenterade han på uppdrag av NKVD:s avdelning för teknisk krigföring med gaser samt akonitin och andra gifter på levande fångar, bland annat för att framställa ett sanningsserum. Hans öknamn i Sovjetunionen var Doktor Död.  Han försvarade 1940 vid Institutet för experimentell medicin en hemligstämplad avhandling om "Den biologiska effekten av interaktion mellan produkter av senapsgas och hud".
Majranovskij var med största sannolikhet den som i veckan 17–24 juli 1947 giftmördade Raoul Wallenberg i Lubljankafängelset på order av den 1951 arresterade och senare arkebuserade säkerhetsministern Viktor Abakumov. I anslutning till giftlaboratoriet fanns också ett bakteriologiskt laboratorium under läkaren Sergej Muromtsev, med avrättningsplats och krematorium, där experimenten också utfördes på fångar. n År 1951 fängslades Majranovskij i samband med arresteringen av ministern Viktor Abakumov på Ministeriet för statssäkerhet (MGB) och dömdes 1953 till tio års straffarbete. Han ska enligt uppgift ha erkänt giftmord på ett tiotal personer. Efter sin frigivning 1961 tilläts han inte vara bosatt i Moskva, Leningrad eller vissa andra städer. Under sina sista år arbetade han på ett forskningsinstitut i Machatjkala i Dagestan.